# Wodzicki (herb szlachecki)
Wodzicki – polski herb szlachecki z nobilitacji, odmiana herbu Leliwa.

## Opis herbu
W polu błękitnym półksiężyc złoty rogami do góry obrócony, nad nim sześciopromienna gwiazda złota. W klejnocie
pół lwa wyskakującego z korony do góry w prawą stronę, z ogonem zadartym, w prawej łapie przedniej trzymającego lekko nachylone berło zwieńczone lilią.

## Najwcześniejsze wzmianki
Według heraldyka Jerzego Dunina-Borkowskiego herb nadany rodzinie mieszczańskiej krakowskiej 12 lutego 1676 (mieli być przyjęci do herbu Leliwa przez Prokopa Jana z Granowa Granowskiego).
Niesiecki podaje informację, że herb nadany został Wawrzeńcowi i Maciejowi Wodzickim za zasługi w wojnie z Turcją.

## Herbowni
Borsztyn, Wodzicki